# 馬塞林花鱂
馬塞林花鱂，為輻鰭魚綱鯉齒目鯉齒亞目花鳉科的其中一種，分布於中美洲薩爾瓦多的Ilopango河流域，體長可達6.3公分，屬雜食性，生活習性不明。

## 擴展閱讀
維基物種上的相關：馬塞林花鱂